# Васиљкив
Васиљкив (укр. Васильків) град је Украјини у Кијевској области. Према процени из 2012. у граду је живело 36.427 становника.

## Становништво
Према процени, у граду је 2012. живело 36.427 становника.
| 1979.  | 1989.  | 2001.  | 2012.  |
| ------ | ------ | ------ | ------ |
| 32.852 | 40.277 | 39.722 | 36.427 |

## Партнерски градови
- Унгени
- Дзјаржинск